# アルステーデ (小惑星)
アルステーデ (955 Alstede) は小惑星帯に位置する小惑星である。ハイデルベルクのケーニッヒシュトゥール天文台でカール・ラインムートによって発見された。
発見者の妻リーナ・アレステーデ・ラインムート (Lina Alstede Reinmuth) にちなんで命名された。